# پرویز میرزاحسن
  پرویز میرزاحسن  (زاده ‎۲۳ مهر ۱۳۲۴) بازیکن سابق فوتبال ایران است. وی سابقه بازی در باشگاه فوتبال پاس تهران را دارد.
وی سابقه ۷ بازی ملی نیز در کارنامه دارد.
او در ۱۵ اردیبهشت ۱۳۵۱ در دیدار دوستانه تیم منتخب تهران برابر سانتوس برزیل که با شکست پنج بر یک به پایان رسید، تک گل تیم منتخب را به ثمر رساند.